# Anfiteatro de Siracusa
El Anfiteatro de Siracusa fue un anfiteatro del Imperio romano en Siracusa en Sicilia, en la actual Italia. Es uno de los restos mejor conservados de la ciudad, y sus ruinas se encuentran en el Parque Arqueológico de Neapolis de la antigua ciudad, en la parte occidental de la ciudad actual.

## Historia

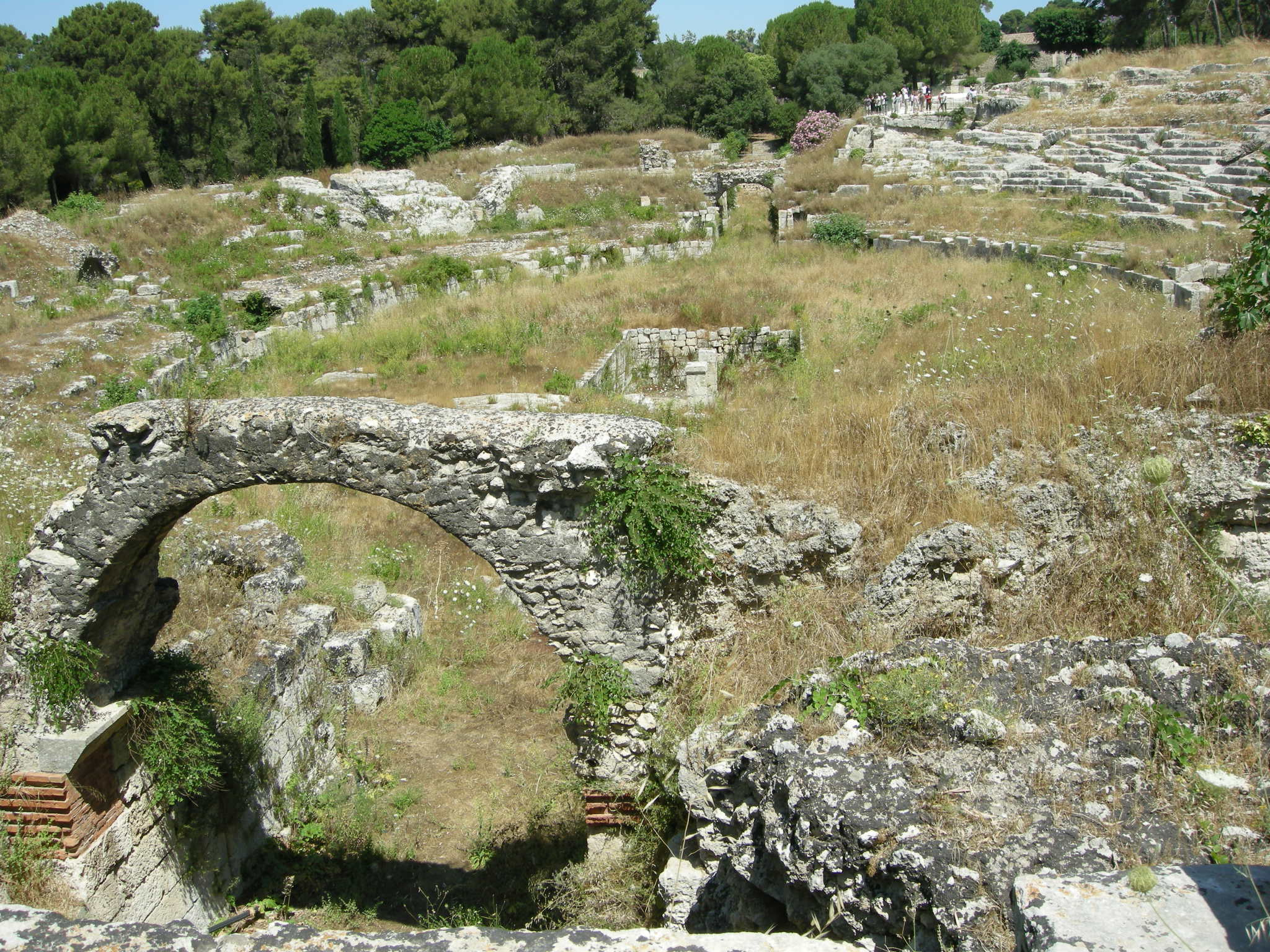
Restos del anfiteatro.

El anfiteatro de Siracusa se construyó en época romana, presumiblemente en el siglo II d. C.Diversas estimaciones lo han hecho oscilar entre el siglo I d. C. y el III. Según fuentes antiguas, ya en el siglo I d. C. se celebraban espectáculos de gladiadores en la ciudad. Es posible que se celebraran en el teatro griego de la ciudad, adaptado en época romana a las diversiones romanas (ludi circenses). Es posible que se construyera cuando el teatro se quedó pequeño. Otra posibilidad es que el anfiteatro se hubiera construido en varias etapas, originalmente en el siglo I d. C. y en su forma actual en el II.
En el siglo XVI, las piedras del anfiteatro se utilizaron para fortificar la isla de Ortigia, al igual que las piedras de varios otros edificios de la zona. Las excavación|excavaciones arqueológicas fueron iniciadas por Domenico Lo Faso Pietrasanta en 1839. Ha sido objeto de exploraciones relativamente escasas y tardías, y hasta 2012 seguía en gran parte oculto por la vegetación. A menudo queda eclipsado por el más famoso teatro griego. Hoy en día, el anfiteatro está abierto a los turistas, pero solo en zonas limitadas por razones de seguridad.

## Descripción

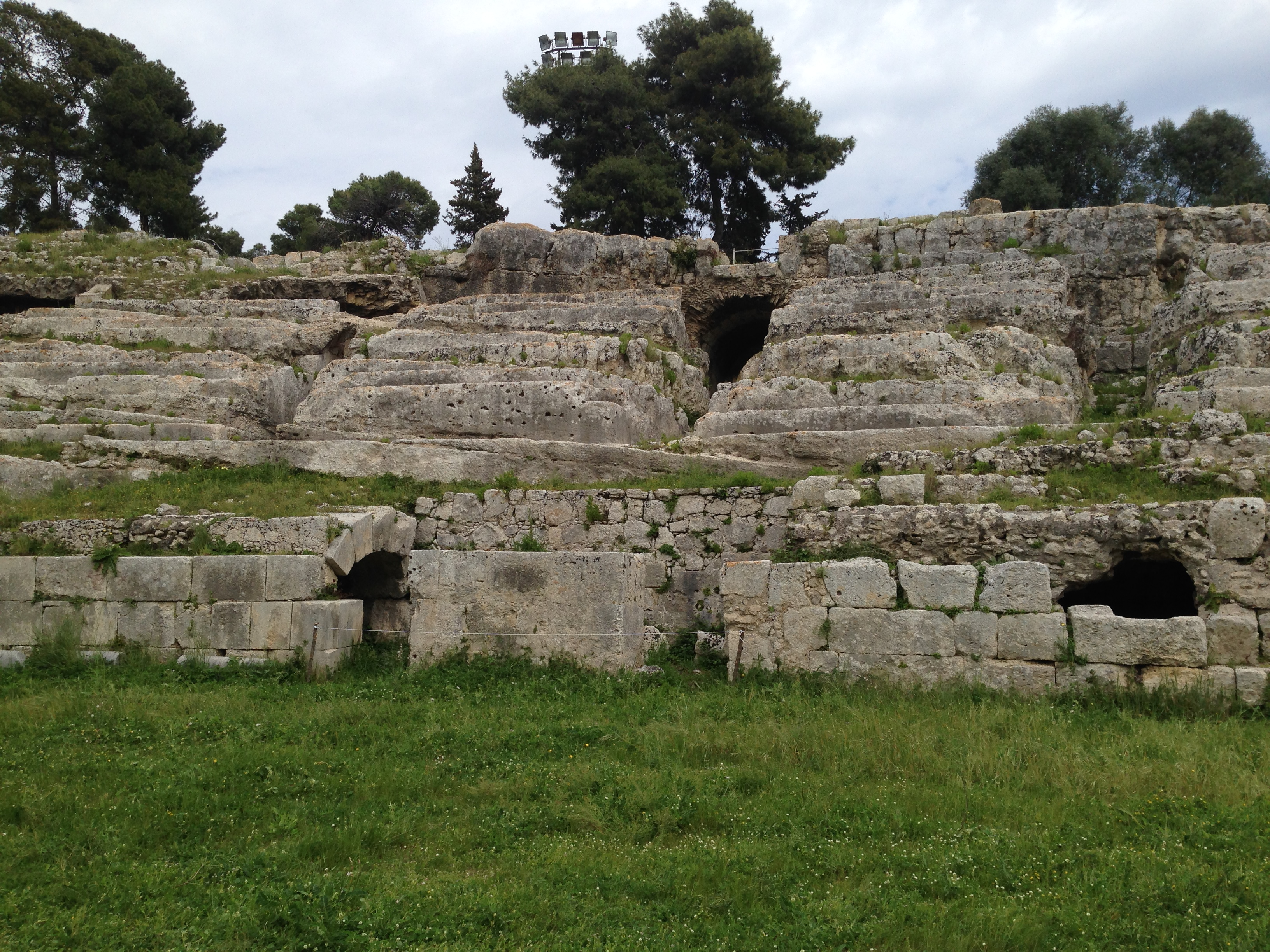
Graderío.

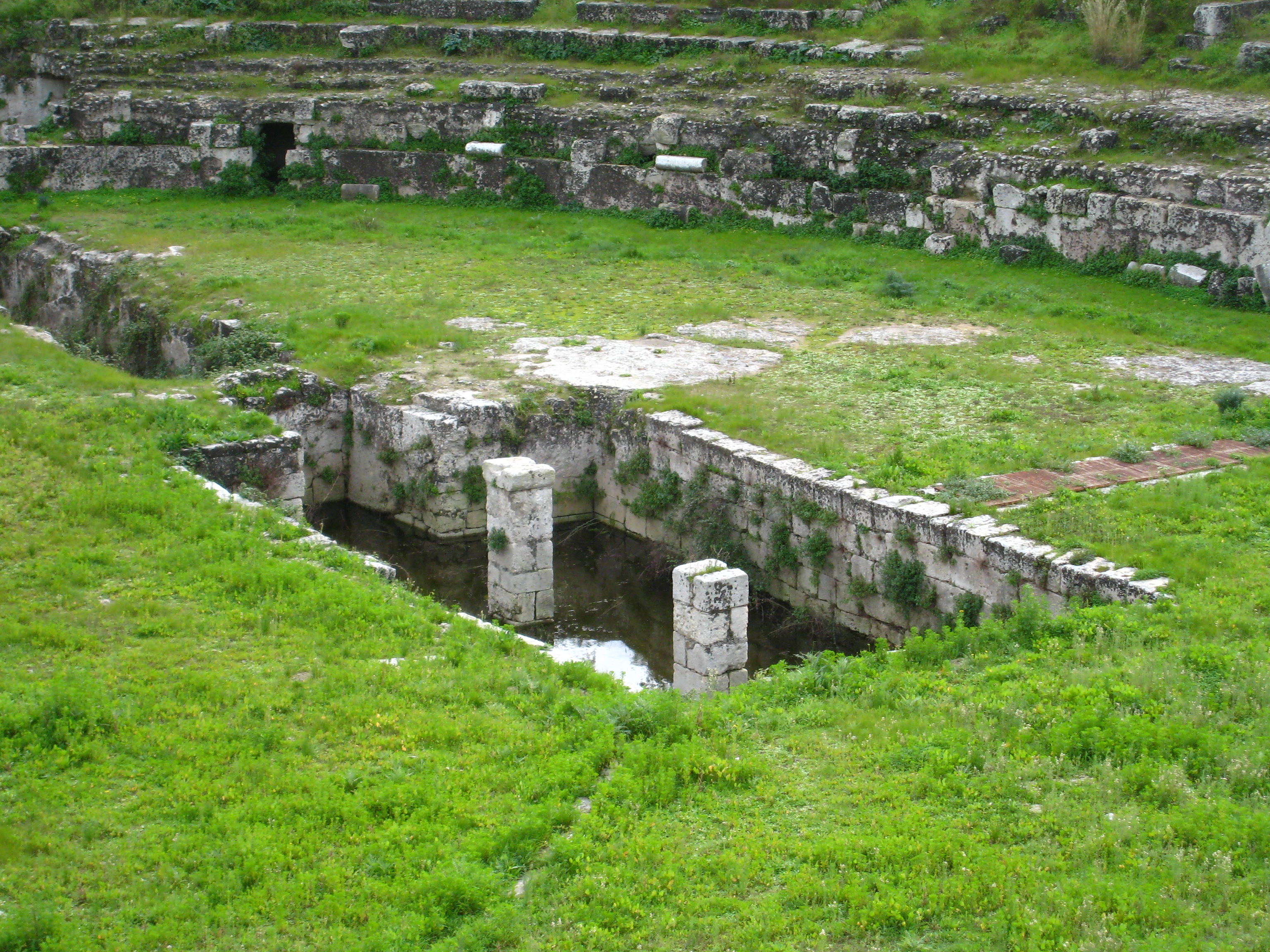
Zanja rectangular en el centro de la arena.

El anfiteatro estaba situado en la “ciudad nueva” (Neápolis , nombre griego de Siracusa), al este del Altar de Hierón, al sureste del teatro griego. El edificio tenía forma elíptica. Medía aproximadamente 140 m de largo en dirección norte-sur y 119 m de ancho en dirección este-oeste. La arena central medía unos 69,3 m de largo y 39,2 m de ancho. Es uno de los mayores anfiteatros romanos conocidos, siendo el anfiteatro de Verona solo ligeramente mayor. La parte oriental del graderío estaba excavado en la roca y la occidental se construyó con piedra caliza extraída de las latomias, unas canteras cercanas. Estaba dividido en tres partes, la primera para los ciudadanos romanos, la segunda para las familias adineradas y la tercera para el pueblo. Los asientos llevaban inscritos los nombres de las personas a las que iban destinados.
Hay dos pasillos cubiertos que rodean toda la arena por debajo de los asientos, mientras que un tercer pasillo rodea la parte superior del monumento y puede que tuviera un pórtico con columnatas en la parte superior. Desde estas pasarelas circulares, una serie de pasadizos radiales permitían acceder a los distintos sectores de la cávea. 
Las entradas a la arena se hacían por el norte y el sur. En el centro había una gran zanja, originalmente cubierta, con dos pasillos laterales. Estaba destinada a albergar parte de la maquinaria utilizada en el espectáculo. Un muro de contención recorría el exterior del edificio, conectando las entradas de los espectadores y una serie de salas y depósitos de agua.
Del anfiteatro se conservan cuatro fragmentos de piedra caliza de una inscripción monumental, según Gentili, Lugli la data en época augustea, mientras que Golvin la sitúa en época julio-claudia.